# Орехово (Абхазия)
Орехово или Арасаху (абх. Арасаху, груз. ორეხოვო) — село в Абхазии. Находится в Гагрском районе. Высота над уровнем моря составляет 350 метров.

## Население
По данным 1959 года в селе Орехово жило 78 человек, в основном армяне В 1989 году в селе проживало 88 человек, также в основном армяне.

## История
В начале XX века селение Арасаху было переименовано в Орехово, в 1948 году — в Каклиани, в 1955 году — снова Орехово. Вновь в Арасаху переименовано согласно Постановлению ВС Республики Абхазия от 4 декабря 1992 года. По законам Грузии продолжает носить название Орехово.